# El Mehdi Maouhoub
El Mehdi Maouhoub (arab. ‏‏المهدي موهوب‎; ur. 5 czerwca 2003 w Casablance) – marokański piłkarz grający na pozycji napastnika w rosyjskim klubie Dinamo Moskwa. Brązowy medalista Letnich Igrzysk Olimpijskich 2024 w Paryżu.

## Sukcesy

### Raja Casablanca
- Mistrzostwo Maroka: 2023/2024(inne języki)[3]
- Puchar Maroka: 2023/2024(inne języki)[4]

### Maroko U-23
- Brązowy medal letnich igrzysk olimpijskich: 2024[2]